# Banjokikker
De banjokikker (Limnodynastes dorsalis) is een kikker uit de familie der Limnodynastidae.

## Naamgeving
Ook de Nederlandstalige naam Australische brulkikker wordt wel gebruikt. De soort werd voor het eerst wetenschappelijk beschreven door John Edward Gray in 1841. Oorspronkelijk werd de wetenschappelijke naam Cystignathus dorsalis gebruikt.

## Verspreiding en habitat
De kikker komt endemisch voor in het zuidwesten van Australië. De soort staat als "Veilig" vermeld op de Rode Lijst van de IUCN. De kikker heeft een verspreidingsgebied van meer dan 300.000 vierkante kilometer. De habitat bestaat uit meren bij dammen, moerassen en andere permanente wateren.

## Levenswijze
De naam banjo-kikker komt van het 'ploing'- achtige geluid dat de mannetjes maken om een vrouwtje te lokken, dit doet denken aan een tokkel op een snaar van een banjo. Opmerkelijk is dat de kikker aan het begin van de winter naar een partner zoekt en dat de afzet van de eieren in de winter plaatsvindt. De meeste kikkers planten zich in de lente en zomer voort. De eieren worden afgezet in een schuimnest.